# Emmerin
 Emmerin  es una población y comuna francesa, en la región de Norte-Paso de Calais, departamento de Norte, en el distrito de Lille y cantón de Haubourdin.

## Demografía
| 1875 | 2109 | 2313 | 2411 | 2997 | 3029 |
| Para los censos de 1962 a 1999 la población legal corresponde a la población sin duplicidades (Fuente: INSEE [Consultar]) |      |      |      |      |      |